# Rhopalomyia obovata
Rhopalomyia obovata är en tvåvingeart som beskrevs av Gagne 1983. Rhopalomyia obovata ingår i släktet Rhopalomyia och familjen gallmyggor.
Artens utbredningsområde är Washington. Inga underarter finns listade i Catalogue of Life.